# Katund i Ri
Katund i Ri é uma comuna (em albanês:  komuna) da Albânia localizada no distrito de Durrës, prefeitura de Durrës.